# Анж Едуар Пунгі
Анж Едуар Пунгі (фр. Ange Édouard Poungui; нар. 4 січня 1942) — конголезький державний і політичний діяч, сьомий прем'єр-міністр Народної Республіки Конго.

## Політична кар'єра
У грудні 1969 року Пунгі ввійшов до складу першого політбюро Конголезької партії праці (КПП), отримавши пост голови економічного, фінансового комітетів і комітету соціальної політики. 1971 року він увійшов до складу меншого за кількістю членів політбюро, де на нього було покладено відповідальність за фінанси та спорядження. Від серпня 1972 до липня 1973 року займав пост віцепрезидента в адміністрації Маріана Нгуабі, після чого очолив міністерство фінансів.
За результатами третього з'їзду КПП, що відбувався 27-31 липня 1984 року, Пунгі було призначено на пост прем'єр-міністра, на якому він замінив Луї Сильвена Гома. Вийшов у відставку 1989 року.
28 листопада 1990 року після проголошення курсу на багатопартійну систему в країні Пунгі вийшов з лав КПП та став лідером новоствореного Союзу за соціальний прогрес і демократію (ССПД). Наприкінці громадянської війни, коли лідер КПП Дені Сассу-Нгессо повернув собі владу, Пунгі як послідовник Паскаля Ліссуби був змушений залишити країну. У вигнанні він залишався до 2006 року.
У грудні 2006 року був обраний одним з 25 заступників голови Панафриканського соціал-демократичного союзу. Наприкінці 2008 року його було висунуто кандидатом на чергових президентських виборах. 19 червня 2009 року, менше ніж за місяць до виборів, Конституційний суд вирішив, що Пунгі не може брати в них участь, оскільки не прожив у країні останні два роки. Партія заявила, що таке рішення є політично мотивованим, оскільки таким чином Сассу-Нгессо усунув єдиного серйозного конкурента в боротьбі за президентський пост.
Після оголошення результатів виборів, що показали впевнену перемогу Сассу-Нгессо, опозиційні сили організували марш протесту. 14 серпня 2009 року Пунгі заявив, що має залишити країну та виїхати до Франції «в приватних справах», однак поліція заборонила йому виїзд, пославшись на необхідність для всіх політиків узяти участь у святкуванні Дня незалежності Конго. 16 серпня він спробував виїхати знову, але йому знову заборонили це зробити, тому він заявив, що перебуває під домашнім арештом.
24 серпня 2009 року прес-секретар уряду заявив, що Пунгі має залишатись у країні, доки проводиться розслідування несанкціонованого маршу протесту проти результатів виборів. Також він зазначив, що колишній прем'єр-міністр перебуває під домашнім арештом.
У жовтні 2011 року Пунгі було обрано до лав Сенату від Буензи. За результатами місцевих виборів 2014 року Пунгі було обрано до складу ради міста Мадінгу. 2017 року був переобраний до складу Сенату.